# Биркенвердер
Биркенвердер (њем. Birkenwerder) општина је у њемачкој савезној држави Бранденбург. Једно је од 19 општинских средишта округа Оберхафел. Према процјени из 2010. у општини је живјело 7.650 становника. Посједује регионалну шифру (AGS) 12065036.

## Географски и демографски подаци
Биркенвердер се налази у савезној држави Бранденбург у округу Оберхафел. Општина се налази на надморској висини од 32 метра. Површина општине износи 18,1 km².

## Становништво
У самом мјесту је, према процјени из 2010. године, живјело 7.650 становника. Просјечна густина становништва износи 423 становника/km².

## Међународна сарадња
| Мјесто | Држава    | Врста сарадње | Од    |
| ------ | --------- | ------------- | ----- |
|        | Француска | партнерство   | 1966. |
| Извор  |           |               |       |